# Heinrich Wieland
Heinrich Otto Wieland, född 4 juni 1877 i Pforzheim, Baden, död 5 augusti 1957 i Starnberg, Bayern, var en tysk kemist.

## Biografi
Wieland blev filosofie doktor 1901, professor i organisk kemi i München 1917, i Freiburg im Breisgau 1921 och från 1925 åter i München. I sin forskning studerade han organiska kväveföreningars kemi samt redoxprocesser i levande celler. Han lyckades också strukturbestämma en rad naturprodukter.
År 1927 erhöll han Nobelpriset i kemi för sina mycket skarpsinnigt uttänkta studier av konstitutionen hos gallsyror, humleämnen och liknande mycket komplicerade ämnen. 